# 阿勒河峽谷
阿勒河峽谷（德語：Aareschlucht）是位於瑞士伯爾尼高原，由阿勒河雕琢而成的一個石灰岩峽谷。阿勒河峽谷是冰川作用的產物，現在是瑞士著名的觀光景點。

## 外部連結
- 维基共享资源上的相關多媒體資源：阿勒河峽谷
- Official web site of the gorge （页面存档备份，存于）
- Official plan of the gorge （页面存档备份，存于）
- Photo Gallery of the Aare gorge (first 6 photographs only)

46°43′4″N 8°12′49″E / 46.71778°N 8.21361°E